# Нишалло
Нишалло́, также нишалдо́, нишолда́ (перс. نشلا‎; евт. Нишалло; тадж. Нишолло ; узб. Nisholda/Нишолда) — сладость, напоминающая варенье белого цвета, только немного гуще. Распространён в афганской, иранской, таджикской и узбекской кухнях. Нишалло также является традиционным блюдом и в среде бухарских (среднеазиатских, самаркандских) евреев.
Готовящего нишалло и народы Ирана и Афганистана, и таджики, и узбеки называют нишаллопа́з.
Традиционно готовится во время месяца рамадан (рамазан) и употребляется держащими пост во время ифтара, вместе с лепёшкой или другим хлебом, запивается горячим чаем (чаще всего зелёным).

## Приготовление
Сырые белки четырёх яиц взбиваются до увеличения объёма в несколько раз, до того состояния, в котором густая пена удерживается на ложке. После этого очищается мыльный корень, нарезается на кусочки и отваривается в воде в течение 25 минут. Некоторые заменяют мыльный корень на сироп солодки. Готовый отвар охлаждается и добавляется во взбитые белки и снова взбивается.
Между тем отваривается сироп из сахара, лимонной кислоты и воды. После этого во взбитую пену белков добавляется этот охлаждённый сироп и непрерывно перемешивается, пока вся масса не станет однородной, похожей на густую сметану.
Нишалло перемешивается специальной деревянной ложкой. Готовое нишалло подаётся в чаше или большой пиале. Поверх нишалло традиционно посыпается щепотка порошка бадьяна, некоторые добавляют ванилин.
В Ташкенте, и в областях Республики Узбекистан лакомство продают на базарах прямо в огромных кастрюлях, казанах. Поскольку при изготовлении яйца не подвергаются термической обработке, лучше всего подойдут пастеризованные белки или хорошенько вымытые свежие яйца от проверенного производителя.
У хорошо взбитой нишалды сироп не должен отделяться от пены и оседать на дно. Для аромата в нишалду при взбивании добавляют лимонную кислоту и ванилин. Подают в пиалах, косах, вазочках к чаю, на торжественных приёмах.